# Lenguas indourálicas
Las lenguas indourálicas conforman una hipotética macrofamilia que agruparía a las lenguas indoeuropeas con las lenguas urálicas (o uraloyucaguiras). Esta hipótesis está basada en similitudes morfológicas y de léxico, aunque la opinión predominante de la comunidad de lingüistas históricos es que la evidencia disponible es insuficiente para concluir que existe un parentesco seguro entre ambos grupos. 
Este grupo fue propuesto inicialmente por Vilhelm Thomsen en 1869 y fue respaldada por estudiosos como Sweet, Trombetti, Pedersen, Collinder, Cowgill, Schindler, Helimski y Klingenschmitt.

## Evidencias lingüísticas
Los argumentos más frecuentes se basan en la similitud morfológica encontrada por ejemplo en las raíces pronominales, marcas de casos, pronombres interrogativos, un orden SOV y otros marcadores menos obvios, así como similitudes en sistemas de conjugación de verbos, los cuales son difícil de transmitir mediante préstamos.
También se encuentran semejanzas en el léxico, sin embargo, se toma en cuenta que las lenguas urálicas han estado en contacto con una sucesión de lenguas indoeuropeas durante milenios, por lo que se debe discernir entre préstamos, coincidencias y posibles cognados.
Se propone los siguientes cognadosː
| Glosa                              | Indoeuropeo                                                                                 | Urálico                                            |
| ---------------------------------- | ------------------------------------------------------------------------------------------- | -------------------------------------------------- |
| primera persona singular           | *-m                                                                                         | *-m                                                |
| primera persona plural             | *-me                                                                                        | *-me                                               |
| segunda persona singular           | *-s (activo), *-tHa (perfecto)                                                              | *-t                                                |
| segunda persona plural             | *-te                                                                                        | *-te                                               |
| acusativo                          | *-m                                                                                         | *-m                                                |
| ablativo                           | *-od                                                                                        | *-ta                                               |
| nominativo–acusativo plural        | *-es (nominativo plural) *-n̥s (acusativo plural) 15 < *-m̥ (ac.sg.) + *-(e) s (pl.)          | *-t                                                |
| oblicuo plural                     | *-i (pronominal plural, como en *we-i- 'nosotros', *to-i- 'esos')                           | *-i                                                |
| dual                               | *-H₁                                                                                        | *-k                                                |
| 'y' (conjunción postpuesta)        | *-kʷe                                                                                       | *-ka ~ *-kä                                        |
| 'no' (partícula negativa)          | *ne                                                                                         | *ne                                                |
| 'yo, me, mí, mi/mío'               | *eǵoH 'yo' (nominativo) *mebhi 'me' (dativo) *me 'mí' (acusativo) *mene 'mi/mío' (genitivo) | *mun, *mina                                        |
| 'tú, te, ti, tu/tuyo'              | *tu 'tú' (nominativo) *tébhi 'te' (dativo) *twe 'ti'(acusativo) *tewe 'tu/tuyo' (genitivo)  | *tun, *tina                                        |
| tercera persona singular           | *so 'esto, él/ella' (nominativo singular animado)                                           | *sä 'él/ella, ello'                                |
| pronombre demostrativo             | *to- 'esto, eso'                                                                            | *tä 'esto', *to 'eso'                              |
| 'quién?' (pronombre interrogativo) | *kʷi- ~ *kʷe- ~ *kʷo- 'quién?, qué?' *kʷi/e/o- + -ne 'quién?, qué?'                         | *ki ~ *ke ~ *ku ~ *ko 'quién?, qué?' *ken 'quién?' |
| 'uno'                              | *Hoi-no-                                                                                    | *ükte                                              |
| 'dar'                              | *deH₃-                                                                                      | *toHi-                                             |
| 'ir'                               | *kʷelH-                                                                                     | *kulki-                                            |
| 'lavar'                            | *mozg-                                                                                      | *mośki-                                            |
| 'maceta'                           | *pot-                                                                                       | *pata                                              |
| 'humedecer', 'agua'                | *wed- 'mojar', *woder- 'agua'                                                               | *weti 'agua'                                       |
| 'nombre'                           | *nomen-                                                                                     | *nimi                                              |
| 'pez'                              | *kʷalo- 'pez grande'                                                                        | *kala 'pez'                                        |
| 'cuñada'                           | *galou- 'hermana del esposo'                                                                | *kälɜ 'cuñada'                                     |
| 'mucho'                            | *pḷlu- 'mucho'                                                                              | *paljɜ 'grueso, mucho'                             |

## Clasificación propuesta
De acuerdo con estudios contemporáneos (2013) basados en la reconstrucción de 188 proto-palabras, las lenguas indourálicas habrían aparecido hace más de 11.000 años, antes de la aparición de la agricultura y pertenecerían a su vez a la macrofamilia euroasiática conjuntamente con otras familias del norte de Asia, hallándose las  siguientes relaciones:
|  | Indoeuropeo |
|  |             |
|  | Urálico     |
|  |             |

|  | Altaico                                                        |
|  |                                                                |
|  | \| \| Chukoto-kamchatka \| \| \| \| \| \| Esquimal \| \| \| \| |
|  |                                                                |
|  | Chukoto-kamchatka                                              |
|  |                                                                |
|  | Esquimal                                                       |
|  |                                                                |

|  | Chukoto-kamchatka |
|  |                   |
|  | Esquimal          |
|  |                   |

|  | Indoeuropeo |
|  |             |
|  | Urálico     |
|  |             |

|  | Altaico                                                        |
|  |                                                                |
|  | \| \| Chukoto-kamchatka \| \| \| \| \| \| Esquimal \| \| \| \| |
|  |                                                                |
|  | Chukoto-kamchatka                                              |
|  |                                                                |
|  | Esquimal                                                       |
|  |                                                                |

|  | Chukoto-kamchatka |
|  |                   |
|  | Esquimal          |
|  |                   |

## Evidencias extralingüísticas
H. Sweet (1900) defendió el origen común de "arios" y "ugrios", aunque había dudas sobre si las similitudes encontradas se debían a préstamos léxicos, difícilmente ciertas correspondencias y terminaciones personales de los verbos suelen prestarse, de acuerdo a la filología comparada. Sin embargo, el estudio de la arqueogenética y la genética de poblaciones, muestra que los hablantes originales de lenguas urálicas parecen estar asociados a los haplogrupos (ADN-Y), de tipo haplogrupo N (en concreto, la rama N-M178 o N1a1) (modernamente, también tienen relevancia los haplogrupos R1a (cuya presencia podría deberse al contacto con grupos de pastores de la estepa occidental) e I (principalmente subclados de I1 y, en menor medida, I2; que son de origen paleolítico europeo), en cambio, la mayor parte de los primeros hablantes de lenguas indoeuropeas antiguas se asocian comúnmente con los haplogrupos R1b, R1a e I (previamente discutidos). Esto no sugiere que exista un especial cercanía entre los primeros proto-indoeuropeos y los primeros-protourálicos, si bien ambos grupos remontan parte de su ascendencia a euroasiáticos septentrionales antiguos.